# Ревност
Ревността е емоция и типично се свързва с негативни мисли и чувство на несигурност, страх и притеснение относно нежелана загуба на нещо, което човек цени, като например любовна връзка. Ревността често е смес от други чувства като гняв, тъга и дори отвращение. Ревността се различава от завистта по това, че ревността се отнася за нещо, което човек се страхува да загуби, докато завистта представлява желание на човек да има нещо, което не притежава, или да попречи на някого другиго да го получи.
Ревността е често срещана емоция в човешките отношения. Тя е наблюдавана при бебета на петмесечна възраст. Твърди се, че ревността се среща във всяка култура, обаче други имат мнение, че ревността представлява феномен, възникнал в отделните култури като специфична характеристика.
Ревността като емоция или последиците от ревността са тема на много романи, песни, поеми, филми и други творби. Тя също представлява интересна тема за учени, хора на изкуството и теолози. Психолозите предлагат няколко модела на процесите, предизвикващи ревност. Те откриват фактори, които създават чувството ревност. Социолози демонстрират, че културните вярвания и ценности играят важна роля в определянето на това, което предизвиква ревността, и какво представляват социално приемливите изрази на ревност. Биолози определят фактори, които несъзнателно повлияват на изразяването на ревност. Хората на изкуството разглеждат темата за ревността в много свои творби, докато теолозите предлагат религиозни виждания за ревността, базирани на свещените книги на определените религии.